# Британская почта в Бушире
Британская почта в Бушире — почтовая служба, созданная военной администрацией Великобритании в 1915 году, во время оккупации иранского порта Бушир в Первую мировую войну. Для оккупированного Бушира в течение нескольких месяцев 1915 года издавались почтовые марки.

## Историческая справка
Бушир (Бушер; англ. Bushire), ныне административный центр провинции Бушир, и его морской порт, являющийся главным портом на территории Ирана, за свою историю неоднократно попадал под контроль Великобритании. В конце XVIII века он служил базой для британского военного флота. В XIX веке Бушир стал важным торговым портом, однако был оккупирован британскими вооружёнными силами в 1856 году, в ходе англо-иранской войны (англ. Anglo-Persian War) 1856—1857 годов.
В 1915 году, во время Первой мировой войны, несмотря на нейтралитет Персии, город был снова оккупирован британцами, которые опасались распространения там немецкого влияния, в первую очередь, вследствие деятельности немецкого дипломата Вильгельма Вассмусса.

## Выпуски почтовых марок
Во время оккупации 1915 года, длившейся с 8 августа по 16 октября и прекращённой по договору с иранским правительством, британские власти эмитировали собственные почтовые марки. С этой целью ими надпечатывались захваченные на городском почтамте запасы персидских марок 1911—1915 годов.
Первые из британских оккупационных почтовых марок появились 15 августа и представляли собой надпечатки на марках Персии 1911—1913 годов: «BUSHIRE / Under British / Occupation.» («Бушир / под британской / оккупацией»).
В сентябре того же года аналогичную надпечатку воспроизвели на персидских марках 1915 года.
В октябре почтовая служба в городе была возвращена в ведение персидских властей. Всего было эмитировано 29 номиналов подобных марок, которые употреблялись главным образом для оплаты гражданской корреспонденции до октября 1915 года.

## Филателистическая ценность
С филателистической точки зрения, почтовые эмиссии Бушира, осуществлённые за короткий период британской оккупации, представляют интерес для коллекционеров. В настоящее время их трудно встретить. Самые дешёвые экземпляры стоят $32,50, а более редкие разновидности оцениваются до $8500. Как можно ожидать, существуют фальсификаты этих надпечатанных марок.